# Hurricane (Pooh)
Hurricane ('Uragano') è il tredicesimo disco dei Pooh uscito nel 1980.
I Pooh decidono di cantare in inglese alcuni dei loro pezzi estratti dai Lp che vanno dal 1976 al 1978 avvalendosi di Teddy Randazzo (1935-2003), produttore italo-americano che in precedenza aveva collaborato, tra gli altri, con Frank Sinatra.
Dal punto di vista musicale, ai brani vengono aggiunti qua e là dei nuovi fraseggi e sonorità decorative (con l'aggiunta, in quasi tutti i brani, dell'orchestra sinfonica). Si tratta spesso di abbellimenti che in genere non verranno ripresi nelle successive esecuzioni dei pezzi. Se musicalmente l'album viene caricato di nuovi elementi, vale il discorso inverso per i testi, che si presentano in genere semplificati e sempre rivisti in chiave di prevedibili canzoni d'amore, tanto che il senso originale di alcuni pezzi (Pierre) viene semplicemente stravolto.
Dato che in precedenza si era del tutto rinunciato a ripubblicare la versione inglese di Linda, le canzoni finiscono per esser tratte, per la maggior parte, dall'album Rotolando respirando.
Il disco esce per il mercato internazionale nel 1979; secondo alcune fonti l'Italia non sarebbe stata prevista alcuna uscita della raccolta; altri indicano invece l'Italia come principale mercato obiettivo, fermo restando un certo interesse nei confronti del mercato giapponese; pare comunque che alla fine sia stato proprio quello italiano il mercato di maggiore diffusione per il disco.
Decisamente concepito per l'estero (Giappone) era il brano Love attack; si tratta di quasi nove minuti ispirati alla disco music che Teddy Randazzo aveva fatto suonare ai Pooh per promuovere il disco sul mercato nipponico. Il pezzo ripete parecchie volte testo e melodia di una stessa, brevissima strofa, intervallato da un assolo di basso, uno di tastiere ed uno di chitarra elettrica, per andare avanti nello stesso modo fino al finale, ottenuto in maniera originale combinando il sintetizzatore agli archi dell'orchestra; il gruppo decide di eliminare la canzone dalla versione italiana disco poiché ritenuta poco adatta al mercato Italiano.

## Tracce
1. Hurricane (Facchinetti-Negrini-Randazzo) - 5'19" (Rotolando respirando)
2. I dedicate my love to you (Battaglia-Negrini-Randazzo) - 3'58" (In diretta nel vento)
3. Flow (Battaglia-Negrini-Randazzo) - 4'34" (Ci penserò domani)
4. Fade Away (Facchinetti-Negrini-Randazzo) - 4'31" (Pierre)
5. A million miles from nowhere (Facchinetti-Negrini-Randazzo) - 4'20" (La città degli altri)
6. Care (Facchinetti-Negrini-Randazzo) - 3'30" (Per una donna)
7. Give me only this moment (Facchinetti-Negrini-Randazzo) - 4'31" (Dammi solo un minuto)
8. Ready, get up and good morning (Facchinetti-D'Orazio-Randazzo) - 4'17" (Pronto, buongiorno è la sveglia)
9. Your Love (Facchinetti-D'Orazio-Randazzo) - 3'21" (Che ne fai di te)

## Formazione
- Roby Facchinetti - voce solista, pianoforte, tastiera
- Dodi Battaglia - voce solista, chitarra
- Stefano D'Orazio - voce, batteria, percussioni
- Red Canzian - voce solista, basso